# Alter Hanauer

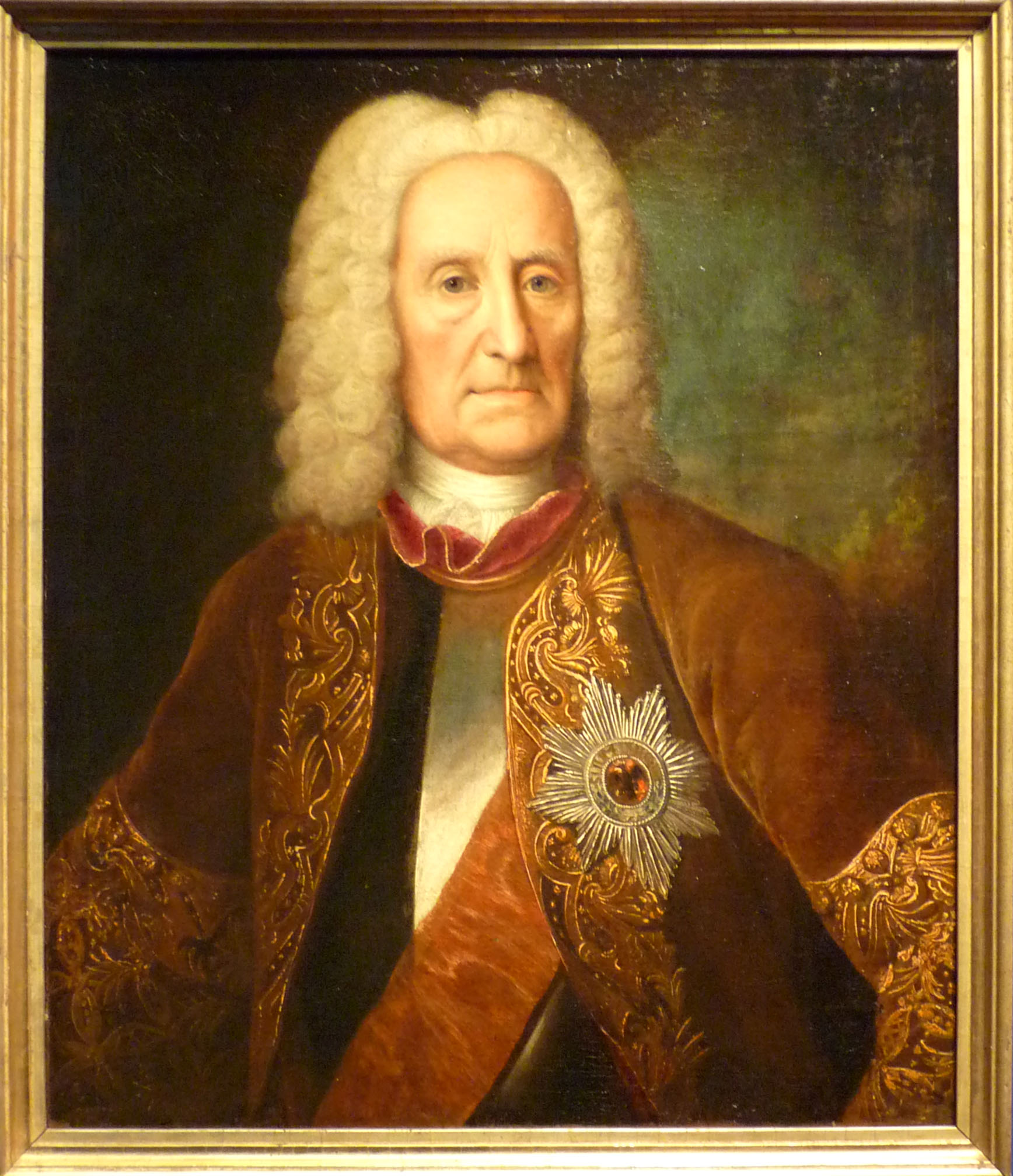
Graf Johann Reinhard III. von Hanau

Der alte Hanauer ist ein Studenten- und Scherzlied, das seine Entstehung den Todesumständen des Grafen Johann Reinhard III. von Hanau (1665–1736), des letzten Grafen von Hanau, verdankt.

## Entstehung
Johann Reinhard III. hatte keine Söhne. Es gab zwei potentielle Erben, Landgraf Ludwig (IX.) von Hessen-Darmstadt, Sohn der (vorverstorbenen) Tochter des Grafen, Charlotte Christine Magdalene Johanna (* 1700; † 1726), und für den Hanau-Münzenberger Landesteil, aufgrund eines Erbvertrages aus dem Jahr 1643 zwischen Hanau und der Landgrafschaft Hessen-Kassel, König Friedrich von Schweden, vertreten durch seinen Bruder,  Wilhelm VIII. von Hessen-Kassel. Das Sterbebett des Grafen Johann Reinhard III. war von den diplomatischen und juristischen Vertretern der beiden Parteien umstellt, die nur auf sein Ableben warteten, um von der Erbschaft Besitz zu ergreifen. Das Lied Der alte Hanauer ist so eine Reaktion des Volkszorns auf dieses unwürdige Verhalten. Die Melodie ist ein heiterer Ländler.

## Text

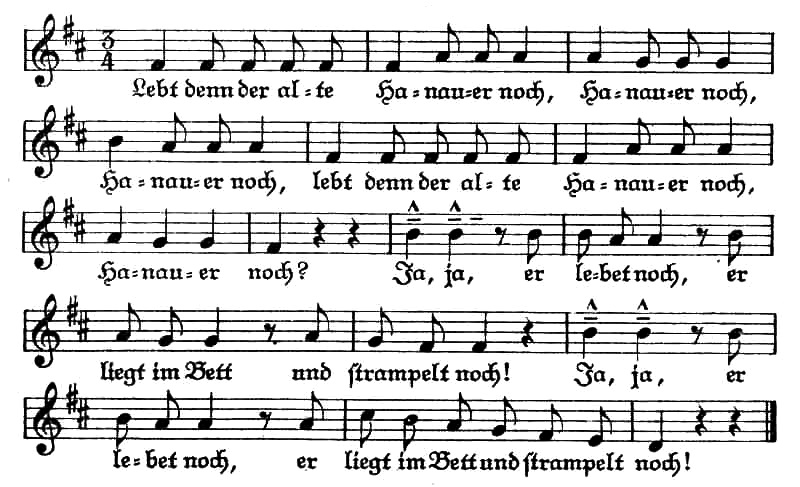
Lebt denn der alte Hanauer noch
rahmenlos

Lebt denn der alte Hanauer noch, Hanauer noch, Hanauer noch?
Ja, ja, er lebet noch, er liegt im Bett und strampelt noch!
Sprecher: Klopf, klopf, klopf. „Frau Lehmann lässt bitten doch (noch) etwas leiser zu singen, der alte Hanauer liegt im Sterben“.
Der Gesang wird leiser. Frau Lehmann lässt wieder bitten, noch etwas leiser zu singen. Das wiederholt sich mehrmals – der Gesang wird zum Flüstern.
Schließlich lässt Frau Lehmann ausrichten: „Sie können jetzt wieder laut singen, der alte Hanauer ist soeben gestorben“.
Die Sänger brechen daraufhin in ein Schlussgebrüll aus:
Lebt denn der alte Hanauer noch, Hanauer noch, Hanauer noch?
Nein, nein, er lebet nicht mehr, der liegt im Bett und strampelt nicht mehr!